# Rodion Markovits

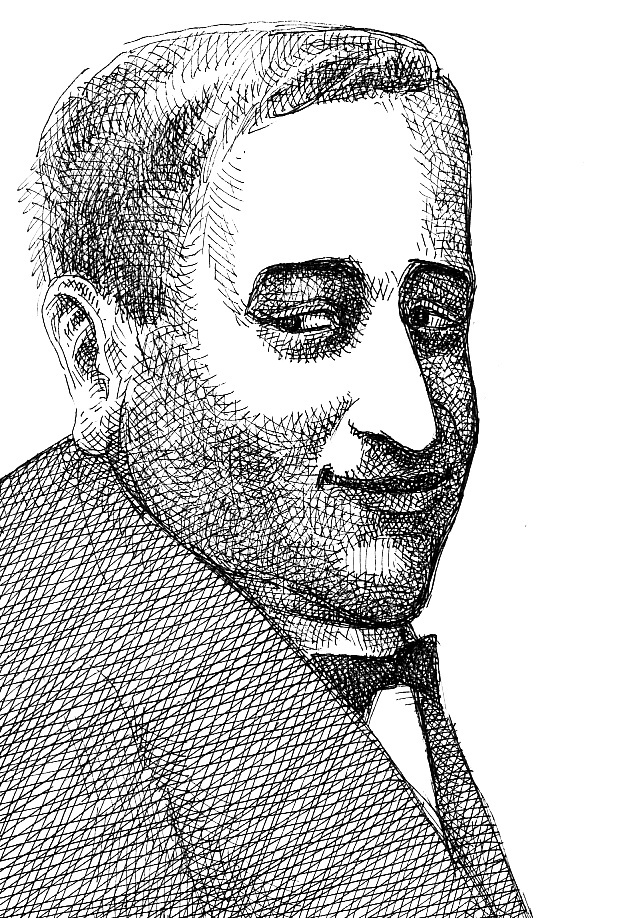
Rodion Markovits, Porträt von Sándor Muhi

Rodion Markovits (geboren als  Jakab Markovits, * 15. Juli 1884 in Kisgérce, Österreich-Ungarn; † 27. August 1948 in Timișoara, Rumänien) war ungarisch-jüdischer Schriftsteller und Journalist. Internationale Anerkennung erlangte er mit seinem Roman Sibirische Garnison (ungarischer Originaltitel: Szibériai Garnizon), welcher seine Erlebnisse im Ersten Weltkrieg und im Russischen Bürgerkrieg dokumentiert. Regional war er für sein Engagement in der politischen und kulturellen Presse Siebenbürgens bekannt, sowie für seine Neigung zu linken Ideologien, welche sich innerhalb der letzten Jahrzehnte seines Lebens jedoch minderte.

## Leben

### Frühes Leben
Geboren wurde Markovits in Kisgérce, seine Kindheit verbrachte er in der nächstgelegenen Stadt Szatmárnémeti (Satu Mare), wo er zunächst die katholische Schule, später das Kölcsey Ferenc Gymnasium besuchte. Nach Abschluss der Schule studierte er an der Eötvös-Loránd Universität in Budapest Jura, engagierte sich jedoch schon damals als Schriftsteller und Journalist, publizierte in Zeitungen des linken politischen Spektrums, wie Fidibusz, Népszava, Független, Ifjiú Erők, Korbács und Szatmár és Vidéke.

### Sibirische Garnison
Markovits' Roman Sibirische Garnison beschreibt seine Lebensperiode vom Ausbruch des Ersten Weltkrieges bis in die frühen 1920er Jahre.
Während des Ersten Weltkrieges wurde er 1915 in das 12. Regiment der Infanterie der Königlichen Ungarischen Armee einberufen. An der Ostfront wurde er 1916, während der Brussilow-Offensive, vom Russischen Militär gefangen genommen. Im sibirischen Gefangenenlager Krasnaja Retschka gründete er die Zeitung Szibériai Újság für ungarische Kriegsgefangene. Im Zuge der Ereignisse der Oktoberrevolution wurden diese faktisch frei und nach Ausbruch des Russischen Bürgerkrieges gelang es ihnen per Zug Richtung Westen zu reisen; Bei Samara angekommen wurden sie jedoch nach Sibirien zurückgeschickt, während einige der ungarischen Kriegsgefangenen der Roten Garde beitraten. Wieder in Sibirien angekommen, durchlebte Markovits brutale Lebensverhältnisse in einem Lager in der Nähe von Krasnojarsk, aus dem er später jedoch, zusammen mit den restlichen Gefangenen, ausbrach. Wieder in Freiheit, trat er der Roten Armee bei, in der er Politoffizier wurde und aufgrund seines Engagements im Kohletransport das Recht auf Heimführung bekam.

### In Rumänien
Nach den Erlebnissen in Russland kehrte Markovits in das mittlerweile rumänische Siebenbürgen zurück. In Satu Mare eröffnete er eine Anwaltskanzlei, arbeitete weiterhin für die lokale ungarische Presse (Szamos, Keleti Újság) und publizierte 1925 eine Sammlung an Kurzgeschichten unter dem Titel Ismét találkoztam Balthazárral (Abermals traf ich auf Balthazar). Im Laufe des Jahres 1927 publizierte er seinen Roman Szibériai Garnizon als Fortsetzungsroman in der Zeitung Keleti Újság; 1928 wurde der Roman in zwei Bändern publiziert, des Weiteren übernahm der Schriftsteller Lajos Hatvany die deutsche Übersetzung des Romans. Bis 1933 wurde der Roman in 12 Sprachen übersetzt und weltweit gelesen, was ihm in der Zwischenkriegszeit internationalen Ruhm einbrachte.
1931 bekam Markovits eine Stelle als Herausgeber der Zeitung Temesvári Hírlap und zog so nach Timișoara. Während dieser Zeit schwächte sich sein Engagement für den Kommunismus. In den nächsten Jahren publizierte er weitere Werke; die Romane Aranyvonat und Sánta Farsang sowie die Kurzgeschichtensammlung Reb Ancsli és más avasi zsidókról szóló széphistóriák. Den Zweiten Weltkrieg überlebte Markovits im banatischen Timișoara, während Ungarn die Kontrolle über seine Heimatregion, das nördliche Siebenbürgen gewann. 1944 engagierte er sich als Aktivist für die Ungarische Volksunion (Magyar Népi Szövetség), einem Partner der Rumänischen Kommunistischen Partei. Weiterhin publizierte er in ungarischen Zeitungen in Rumänien sowie Ungarn und gab Lesungen seiner neueren Werke.
Am 27. August 1948 starb Markovits unerwartet im Schlaf und wurde im jüdischen Friedhof Timișoara begraben.